# Vakuumteleskop

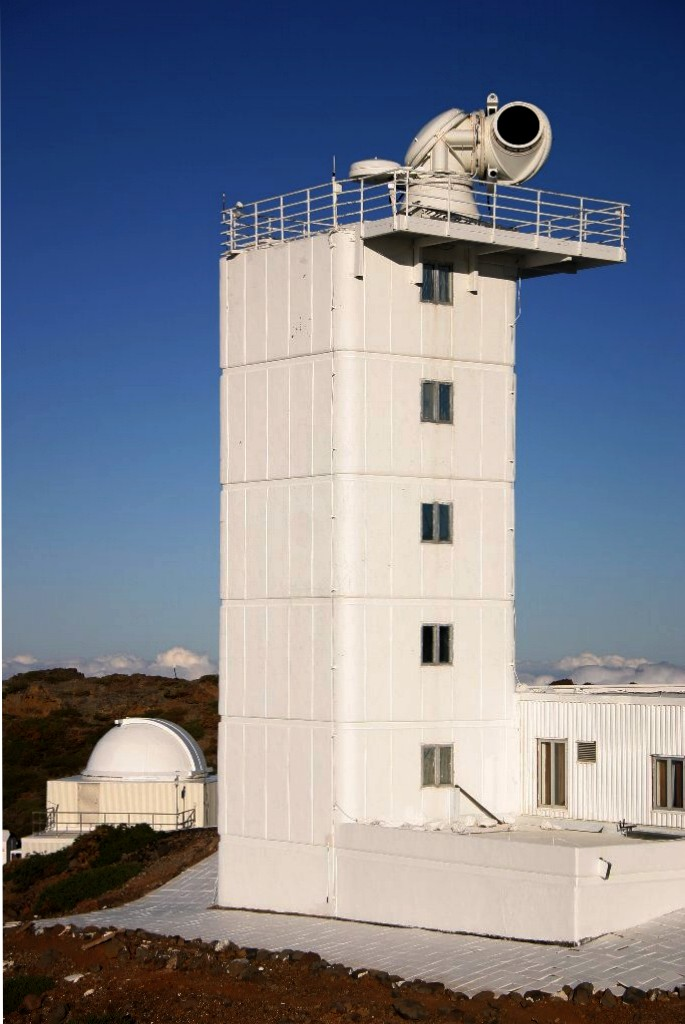
Das Swedish Solar Telescope auf La Palma beinhaltet in diesem etwa 30 m hohen Turm das weltweit größte Vakuumteleskop mit 1 m Durchmesser. Auf dem Dach sichtbar ist der Coelostat.

Als Vakuumteleskope werden astronomische Fernrohre mit evakuiertem Tubus bezeichnet. Sie vermeiden Luftturbulenzen im Innern (siehe dome seeing) und wurden speziell für Sonnenobservatorien entwickelt.

## Verringerung der Luftturbulenzen
Bei Sonnenteleskopen erwärmt die Sonnenstrahlung durch ihre im Vergleich zu Sternenlicht hohe Intensität Teile des Instruments. Wenn der Abstand zwischen den optischen Elementen des Teleskops mit Luft gefüllt ist, steigt erwärmte Luft im Innern im Strahlengang auf. Da der Brechungsindex der Luft von ihrer Temperatur abhängt, und die Konvektion ungleichmäßig erfolgt, verschlechtert dies die Qualität der Abbildung. Bei großen Sonnenteleskopen sind diese Störungen deutlich größer als das sich allein aus der Apertur ohne Berücksichtigung von Turbulenzen der Luft ergebende Auflösungsvermögen.
Eine Evakuierung des Fernrohrtubus vermeidet diese Fehlerquelle. Kritisch ist hierbei besonders die Durchbiegung des Fernrohrobjektivs oder eines gesonderten Fensters durch den Luftdruck, was die Apertur auf etwa einen Meter begrenzt. Große Vakuumteleskope sind meist als Turmteleskope – also mit senkrechtem Strahlengang – ausgeführt. Diese haben den Vorteil, dass ihr sehr langer Tubus nicht der Bewegung der Sonne nachgeführt werden muss – Windlast wäre ein Problem. Schließlich vereinfacht sich die Einkopplung des Lichts in den thermisch stabilen unterirdischen Beobachtungsraum. Die Nachführung erfolgt durch die Spiegel eines am Dach montierten Zölostaten, der das Sonnenlicht in den evakuierten Tubus spiegelt.

## Alternative Technologien
Statt der Evakuierung kommt auch eine Füllung des Fernrohrtubus mit Heliumgas in Frage. Sie würde das Durchbiegungsproblem lösen, ist aber erst im Experimentierstadium. Helium erzeugt weniger Schlieren als Luft, weil es eine geringere Dichte hat (weniger Antrieb für Konvektion) und eine höhere Wärmeleitung.
Um auch das Seeing (die außerhalb des Observatoriums auftretenden Luftturbulenzen) zu vermindern, sind einige Sonnenteleskope zusätzlich mit einer adaptiven Optik ausgestattet. Diese ab etwa 1985 entwickelte Technik analysiert die eintreffenden Wellenfronten einige 100 Mal pro Sekunde und steuert damit zahlreiche Aktuatoren am Objektiv oder an Hilfsspiegeln. Was für Nachtbeobachtungen inzwischen Standard an Großteleskopen ist, macht aber bei Sonnenbeobachtungen noch Probleme. Zufriedenstellend gelöst wurden sie erstmals am Sacramento Peak Solar Observatory in den USA und um 2002 auch am Swedish Solar Telescope (SST) realisiert.
Das Vakuumteleskop mit der längsten Brennweite (46 Meter, Apertur 70 cm) ist das VTT (Vakuumturmteleskop), betrieben vom Kiepenheuer-Institut für Sonnenphysik (KIS) am Observatorio del Teide auf der Insel Teneriffa (Spanien). Die Höhe des Turms verringert auch den Einfluss der äußeren Luftunruhe. Besonderheiten sind der vertikale Echelle-Spektrograf mit 15 Meter Brennweite, eine Anlage für simultane Filteraufnahmen der Sonne und ein Fabry-Pérot-Interferometer.